# 리재일
리재일(李在一, 1935년 ~ 2021년 2월 4일)은 조선민주주의인민공화국의 정치인이다. 전 조선로동당 중앙위원회 중앙위원 겸 당 선전선동부 제1부부장이다. 최고인민회의 제12기 대의원이다.

## 경력
1935년 일제강점기에 태어났다. 평양신문사 부주필을 거쳐 1992년 6월 노동당 중앙위 부부장을 지냈다. 2001년 2월 출판지도국 국장에 임명되었고, 2004년 5월부터 당 선전선동부 제1부부장을 맡았다. 2010년 9월, 조선로동당 중앙위원회 제1부부장에 선임되었다. 2021년 2월 폐암에 의한 급성 호흡부전으로 사망했다.

## 최고인민회의 대의원
2009년 4월 최고인민회의 제12기 대의원에 선출되었다.

## 기타
2005년 연형묵, 2010년 조명록, 2011년 김정일 사망 당시에 국가장의위원회 위원을 맡았다.